# Jorge Reyna
Jorge Reyna (ur. 10 stycznia 1963) – kubański lekkoatleta specjalizujący się w trójskoku. 

## Sukcesy sportowe
- mistrz Kuby w trójskoku – 1987[1]

| Rok  | Miasto       | Zawody                                   | Konkurencja | Wynik         |
| ---- | ------------ | ---------------------------------------- | ----------- | ------------- |
| 1982 | Hawana       | Igrzyska Ameryki Środkowej i Karaibów    | trójskok    | brązowy medal |
| 1983 | Caracas      | Igrzyska panamerykańskie                 | trójskok    | złoty medal   |
| 1983 | Hawana       | Mistrzostwa Ameryki Środkowej i Karaibów | trójskok    | złoty medal   |
| 1986 | Hawana       | Mistrzostwa ibero-amerykańskie           | trójskok    | srebrny medal |
| 1987 | Indianapolis | Igrzyska panamerykańskie                 | trójskok    | 6. miejsce    |
| 1989 | Budapeszt    | Halowe mistrzostwa świata                | trójskok    | srebrny medal |
| 1989 | San Juan     | Mistrzostwa Ameryki Środkowej i Karaibów | trójskok    | złoty medal   |

## Rekordy życiowe
- trójskok – 17,48 – Santiago de Cuba 27/02/1987
- trójskok (hala) – 17,41 – Budapeszt 04/03/1989